# Эмма Ангальт-Бернбург-Шаумбург-Хоймская
Эмма Ангальт-Бернбург-Шаумбург-Хоймская (нем. Emma von Anhalt-Bernburg-Schaumburg-Hoym; 20 мая 1802, замок Шаумбург — 1 августа 1858, Бад-Пирмонт) — принцесса Ангальт-Бернбург-Шаумбург-Хоймская из династии Асканиев, в браке — княгиня Вальдек-Пирмонтская, супруга князя Георга II, регент княжества в 1845—1852 годах.

## Биография
Эмма родилась 20 мая 1802 года в замке Шаумбург. Она была третьей из четырёх дочерей принца Виктора II Ангальт-Бернбург-Шаумбург-Хоймского и его жены Амалии Нассау-Вейльбургской. Девочка имела старших сестер Гермину и Адельгейду, впоследствии родилась младшая — Ида.
Отец унаследовал княжеский престол, когда Эмме исполнилось четыре. После его смерти мать вышла замуж во второй раз. Девочки получали солидное образование в Хойме.
В возрасте 21 года Эмму взял в жены 33-летний князь Вальдек-Пирмонтский Георг II, сын князя Георга I Вальдек-Пирмонтского. Свадьба состоялась 26 июня 1823 года в замке Шаумбург. У супругов появилось пятеро детей:
- Августа (1824—1893) — супруга князя Альфреда Штольберг-Штольбергского, имела семеро детей;
- Иосиф (1825—1829);
- Гермина (1827—1910) — супруга князя Адольфа I Шаумбург-Липпского, имела восемь детей;
- Георг Виктор (1831—1893) — следующий князь Вальдек-Пирмонтский в 1845—1893 годах, был женат на Елене Нассауской, а затем на Луизе Шлезвиг-Гольштейн-Зондербург-Глюксбургской, было восемь детей от обоих браков;
- Вольрад (1833—1867) — умер в Каире бездетным и холостым.

Георг ушел из жизни 15 мая 1845 года. Согласно его воле, Эмма стала регентшей страны при малолетнем сыне до 1852 года. Среди первых государственных актов, подписанных ею, были указы о военной реформе. Во время революции 1848 года в стране был созван новый парламент. В общем, правления Эммы описано как важный этап в истории Вальдек-Пирмонта, во время которого произошел полный пересмотр организации государства.
Она пользовалась большой популярностью среди народа и была известна как «Толстая Эмма».
Княгиня Эмма была похоронена рядом с мужем в мавзолее княжеского семейного склепа в Родене.